# Johann Hommel
Johann Hommel (también conocido como Homelius, Hummelius, Homilius, o Hummel) (Memmingen, 2 de febrero de 1518 - Leipzig, 4 de julio de 1562) fue un astrónomo y matemático alemán.
En 1552 o 1553, Richard Cantzlar introdujo líneas de puntos transversales en las graduaciones de los aparatos astronómicos. Fue una variante del sistema de marcas en zigzag introducido por Hommel. Tycho Brahe adoptó el sistema de líneas en zigzag de Hommel.

## Semblanza
Hommel comenzó sus estudios en la Universidad de Estrasburgo, continuándolos a partir de 1540 en la Universidad de Wittenberg. En contacto con Martín Lutero, Philipp Melanchthon y Erasmus Reinhold adquirió el grado académico de magister en artes liberales, ordenándose ministro en 1543 en Memmingen, posición que tuvo que abandonar en 1548 como consecuencia del Interim de Augsburgo. Su conocimiento de las matemáticas lo llevó a la corte de Augsburgo, donde fabricó un reloj que el emperador Carlos V regaló al sultán turco Suleimán I. El emperador reconoció su trabajo elevándole a la dignidad de par en 1553.
Sin embargo, debido a su deseo de permanecer con los fieles de la doctrina evangélica de Lutero, abandonó la corte imperial y se dirigió al Electorado de Sajonia, donde fue nombrado en 1551 profesor de las matemáticas de la Universidad de Leipzig y poco después fue promovido al Consejo de Electores de Augusto de Sajonia. Se casó en Leipzig en 1558 con Magdalena (23 de diciembre de 1529, Núremberg), hija de Joachim Camerarius el viejo. En el semestre de verano de 1560 se hizo cargo del rectorado de la Universidad de Leipzig.
A través de sus conferencias sobre astronomía sugirió a Tycho Brahe la idea de especificar la graduación de los instrumentos de medida mediante pequeñas marcas transversales en zigzag, tomando de sus observaciones la latitud de Leipzig en 51°9′17″.
En Leipzig Brahe se hizo amigo de Bartolomeus Scultetus, otro alumno famoso de Hommels.
Hommel no dejó ninguna publicación, aunque sí varios manuscritos. Fabricó instrumentos astronómicos y legó su biblioteca al Colegio del Príncipe en Leipzig, además de una dotación para un estudiante. Un documento titulado De syllogismorum veritate (Leipzig 1557), formaba parte de su trabajo.
Se ha documentado una colaboración directa de Hommel con Valentin Thau.

## Eponimia
- El cráter lunar Hommel lleva este nombre en su memoria.